# Bombardino

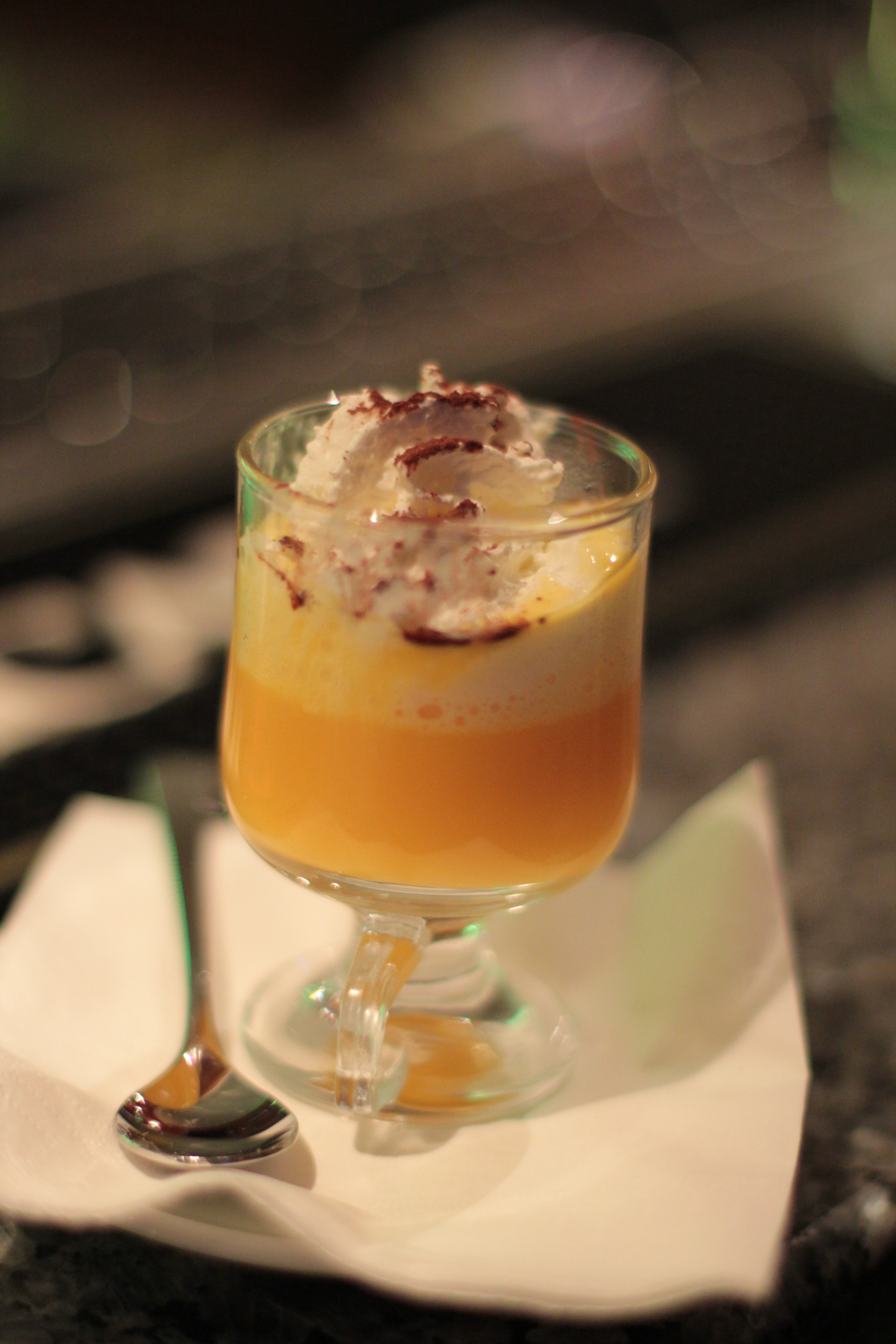
Bombardino

Bombardino je horký alkoholický nápoj, patřící do skupiny míchaných nápojů na bázi kávy (velmi přeneseně lze hledat vzdálenou podobnost s irskou kávou). Je oblíbený zejména v Itálii během zimní sezóny, zvláště v horských střediscích. Vznikl v horské oblasti Livigna. Obliba nápoje rostla tak, že se z něj stal fenomén alpského lyžování a jeho popíjení u barů na alpských sjezdovkách lyžařským rituálem. Toto přineslo v první řadě i několik variací původního bombardina, kdy se přimíchávají různé destiláty na místo původní brandy.
Klasické bombardino tvoří z jedné poloviny alkoholický nápoj advocaat nebo velmi podobný vaječný likér a z jedné poloviny brandy a servíruje se se šlehačkovou čepičkou. Existuje několik variant tohoto nápoje: s kávou (calimero), rumem (pirata) nebo whisky (scozzese). Variantu calimero tvoří z jedné části brandy, z druhé části Vov (likér na vaječné bázi) a z třetí části espresso.

## Historie
Bombardino vzniklo v roce 1972 v italském Livignu, v provincii Sondrio na lyžařské chatě Mottolino. Jeho skutečným autorem byl pan Aldo Del Bó, tehdejší ředitel lyžařských vleků ve středisku Mottolino a prvním, kdo jej na jeho požadavek připravil a servíroval zákazníkům, byl vedoucí provozu lyžařské chaty Baita Mottolino, barista Erich Ciapponi (tehdy 23 let).
Prvními konzumenty bombardina byli lyžařští instruktoři na sjezdovkách Mottolina, pro které jej autor nechal v roce 1972 namíchat. Ti se jím zahřívali v desetiminutové přestávce mezi kurzy. Dle vyprávění pana Ciapponi neměl nápoj v té době ještě své jméno a objednával se pod prostým názvem Vov caldo (horký Vov). Na jednom bujarém večírku lyžařských instruktorů, v chatě Mottolino, prý kdosi prohlásil, že horký Vov je prostě bomba (bombarďák) – „Bombardino“ a odtud vzešel název, který známe dodnes. Spojení s italským názvem zbraně z 15. století (moždíř – bombarda), případně s historickým hudebním nástrojem bombarda se tak zdá v souvislostech spíše nepravděpodobné, nebo slangově přenesené.
Nápoj se rychle stal hitem a šířil se jako lavina, nejprve do ostatních barů v Livignu, které tehdy nebylo ještě příliš velkým lyžařským střediskem, ale v roce 1972 se zde konal sraz ředitelů a majitelů Italských lyžařských škol, což se zřejmě stalo důvodem velmi rychlého rozšíření nejprve do italských Alp, ale dále i do Francie, Rakouska a nakonec snad do celého lyžařského světa. Zajímavostí je, že do sousedícího Švýcarska (Davosu), se kterým je Livigno propojeno v zimě pouze tunelem, se dostala jakási nealkoholická podoba nápoje, podávaná pod názvem Schneeball (sněhová koule).
Rozmach bombardina, jako domény alpských sjezdovek, a masová poptávka přináší, také jakousi industrializaci bombardina, nesporně spojenou s přílivem masy lyžařů, ale i „brigádnického“ sezónního personálu z východního bloku koncem devadesátých let a především po roce 2000. Mnoho producentů alkoholických nápojů reagovalo na obrovskou poptávku namícháním směsi s názvem bombardino přímo do lahví (liší se principiálně od vaječného likéru zabaione přídavkem škrobu, který po zahřátí nápoj zahušťuje, případně obsahem kávového extraktu), kdy ty levnější (často a ve velkém balení) nemají s původním nápojem mnoho společného.
Masová poptávka a sezónní personál v barech odnesl profesionální baristy míchající bombardino z jednotlivých ingrediencí a přineslo velké ohřívané zásobníky s permanentními míchadly, naplněné průmyslovým žlutým polotovarem, který se napustí do kelímku a doplní šlehačkou, jako na běžícím pásu. Jednorázové modré papírové kelímky, s logem M (Mottolino) jsou již běžné i v místě zrodu legendy. Většina milovníků tohoto nápoje a dokonce i mnoho brigádnických „barmanů se zkušenostmi z Itálie“, tedy již dnes prakticky neví, že skutečné bombardino je míchaný nápoj na bázi kávy, který je produktem baristy a nepochází z lahve v supermarketu. Kávu pak lidé spojují pouze s variací calimero, kde má naopak chybět brandy a tedy větší síla alkoholu.

## Příprava
Opravdové původní Bombardino, jak již jej dnes málokterý lyžař zná, je nápoj založený na kávě espresso s přidáním tzv. zabaione (také zabaglione, italský vaječný likér s obsahem alkoholu 17,8 %, od 2015 chráněn jako regionální produkt regionu Piemont), konkrétně byl tehdy použit Vov a později i Zabov (tradiční italské značky vaječných likérů). Po našlehání a ohřátí likéru párou je přidána horká káva a brandy a okamžitě pokryto velkou vrstvou šlehačky, aby se zabránilo odpařování alkoholu z teplého nápoje. Šlehačka je nakonec ozdobena špetkou sypaného kakaa. Obsah alkoholu je ve výsledku okolo 30 %.
Je však na barmanovi, jak silný nápoj namíchá dle množství přidané brandy. V Itálii se do míchaných kávových nápojů alkohol neodměřuje, barman, resp. barista jej přidává z lahve přiměřeně, dle svého uvážení a chuti zákazníka. Poměr ingrediencí přibližně: 2/3 tvoří káva a vaječný likér v poměru 1:3 a zbývající 1/3 brandy. Podávat by se měl výhradně v nahřátých čirých, průhledných skleněných pohárech.
Pravé bombardino je sice tmavě žluté, ale ne křiklavě světle žluté, jak jej známe z lahví s polotovarem. Díky obsahu kávy i dobré brandy je zbarveno lehce do zlatava, po zamíchání do hněda, což však doplňuje výrazně tmavě žlutá sytá barva Vov nebo Zabov oproti běžným českým vaječným likérům v barvě žluté, spíše směřující do bílé. Bombardino bývá při podávání ve vrstvách, kdy káva tvoří tmavý pruh mezi temně žlutým základem a bílou šlehačkou, ale ani podávání již promíchaného nápoje není závadou.
Někteří baristé nahřívají párou směs kávy a likéru a poté přidávají jen brandy. Pro zahuštění nápoje používají výrobci směsí a i v některých barech kukuřičný škrob nebo pudinkový prášek na jeho bázi, neboť originální receptura neumožňuje výrobu tak hustého, až krémovitého nápoje, jaký někteří konzumenti upřednostňují na základě pocitu hustší = poctivější.

## Variace
Pirata – brandy je nahrazena rumem (karibským)
Scozzese – brandy je nahrazena whisky. Někdy se přimíchává dokonce italská doména grappa (vínovice). Zde název není nikterak ustálen. Někdy slýcháváme v barech také název bandito.
Z důvodu rychlého stoupání alkoholu z horkého nápoje do hlav lyžařů vznikla i méně alkoholizovaná verze calimero. Zde chybí přidaný destilát a skládá se pouze z kávy a vaječného likéru, se šlehačkou a kakaem. Káva by zde měla být dvojitá, aby doplnila chybějící objem nápoje. Pro zjemnění nápoje a úsporu likéru se často přidává smetana, která však je běžnou součástí vaječného likéru zabaione.